# الجبین، صور
الجبین (به عربی: الجبين) یک منطقهٔ مسکونی در لبنان است که در شهرستان صور واقع شده‌است.